# 阿市之方
阿市之方（日语：／；1547年—1583年6月14日）是日本戰國時代至安土桃山時代的女性。被稱為市姬和小谷之方。而在《好古類纂》收錄的織田家系譜中名為秀子。
尾張國出身。先嫁給近江國的淺井長政，後來成為織田氏家臣柴田勝家的妻子。父親是織田信秀。母親為土田御前。兄長有織田信廣、織田信長（通説是信長的妹妹，但是在江戶時代的『織田系圖』中被記錄為信長的從兄弟織田廣良（與康）的女兒，在『以貴小傳』中有是從妹的記述，亦有信長的叔父織田信光之女的説法）、織田信行、織田信包、織田信興、織田長益。弟弟有織田長利。姐姐是阿犬之方（有說指是妹妹）。
女兒有茶茶（豐臣秀吉側室）（通説指是淺井長政的女兒，但是根據『淺井氏家譜大成』的說法是前夫的女兒，因為在當時是晩婚，所以有可能之前曾嫁予長政以外的男性。還有一種奇説指在嫁給長政之前是信長的愛妾，茶茶是信長的女兒）、初（京極高次正室）、江（德川秀忠繼室）。孫兒女有豐臣秀賴（茶茶的兒子）、豐臣完子、千姬、德川家光（江的女兒和兒子）。根據系譜是今上天皇的先祖。

## 生平
根據『信長公記』，在永祿10年（1567年）信長鑑於鄰國淺井家勢力強大，想要與之合作，便將阿市嫁給淺井長政（有諸種說法，一說指永祿7年（1564年），沒有定說），兩家結為姻親和同盟。元龜元年（1570年），信長進攻與淺井家有深厚關係的越前國朝倉義景，於是淺井家破棄與信長的盟約。但是長政和阿市的夫婦關係則還是很和睦。
長政在姉川之戰中敗北後，天正元年（1573年）小谷城陷落，長政和父親久政亦因為敗於信長而自殺。阿市就與淺井三姊妹（茶茶、初、江）一同被藤掛永勝等人救出並帶返織田家，但是長男萬福丸（根據『淺井氏家譜大成』是長政前妻的兒子，之後成為阿市的養子）被捕並殺害，次男萬壽丸（實母不明，側室的兒子）出家。之後得到信長的許可，在清洲城受兄長信包的庇護，與三個女兒一同渡過9年餘的平隱生活。此時信長對阿市母女的待遇相當好，阿市和三姊妹受到極好的照顧。信包亦說「不能忍受讓淺井家的血脈斷絕」，親自保護阿市和三姊妹，盡力地養育姪女們。
天正10年（1582年）發生本能寺之變，這年阿市改嫁給柴田勝家（一般認為是由織田信孝仲介，但是近年有羽柴秀吉仲介的書狀，所以應該是秀吉仲介的説法比較有力）。同年因為勝家的勸說而在京都妙心寺執行信長死去百日的法事。

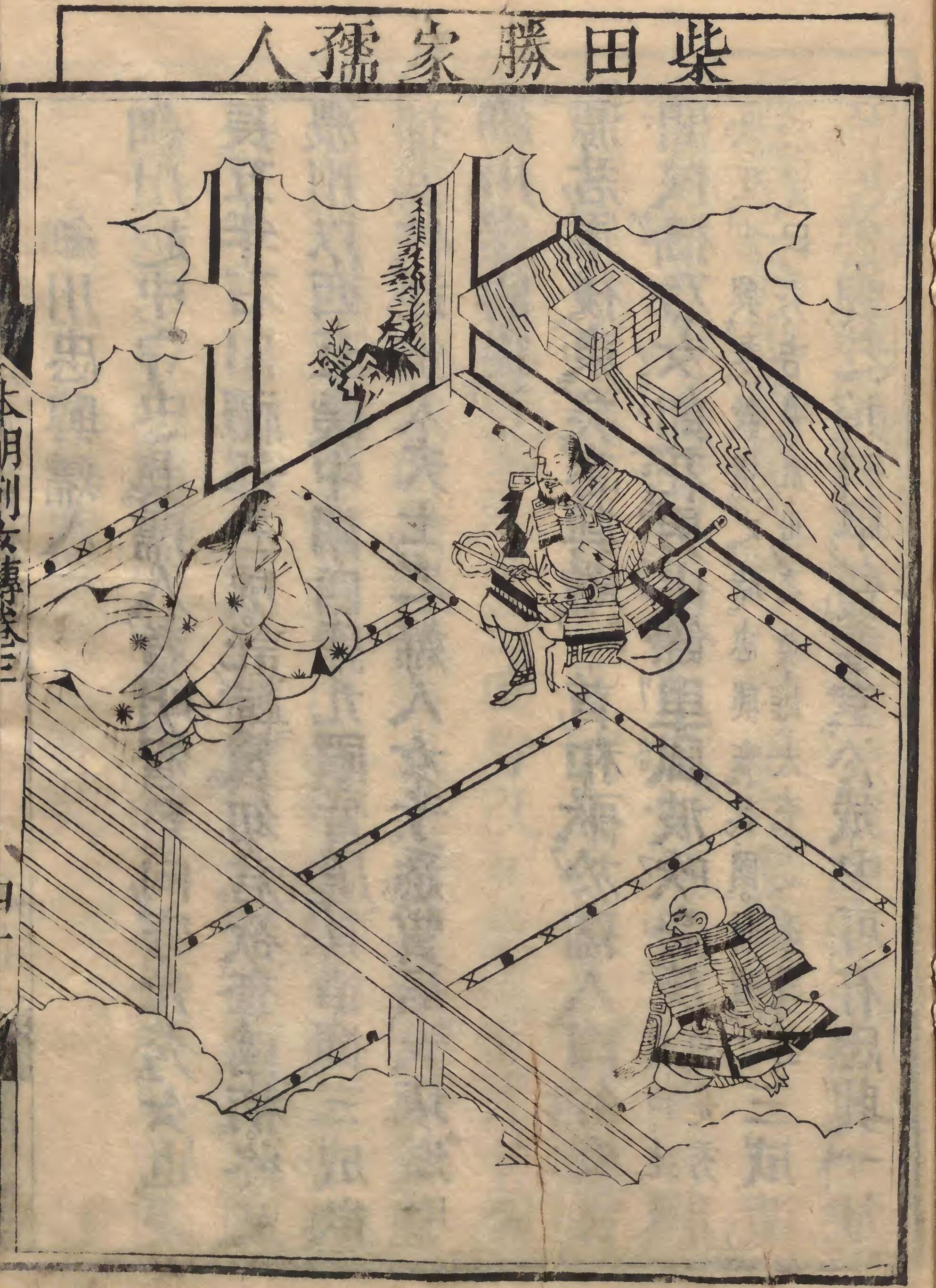
阿市與柴田勝家

翌年（1583年），夫君勝家在與羽柴秀吉對立的賤岳之戰中戰敗，之後與勝家一同在北之庄城自殺（一說是阿市沒有自殺，而是逃往伊賀，在關原之戰的前年仍然生存。而在三重縣伊賀市有傳說指在慶長4年（1599年），阿市以53岁之齡死去）。享年37歲。辭世句是 (人生苦短，如夏天的夜晚；杜鵑啼鳴，不得不去往那個世界)

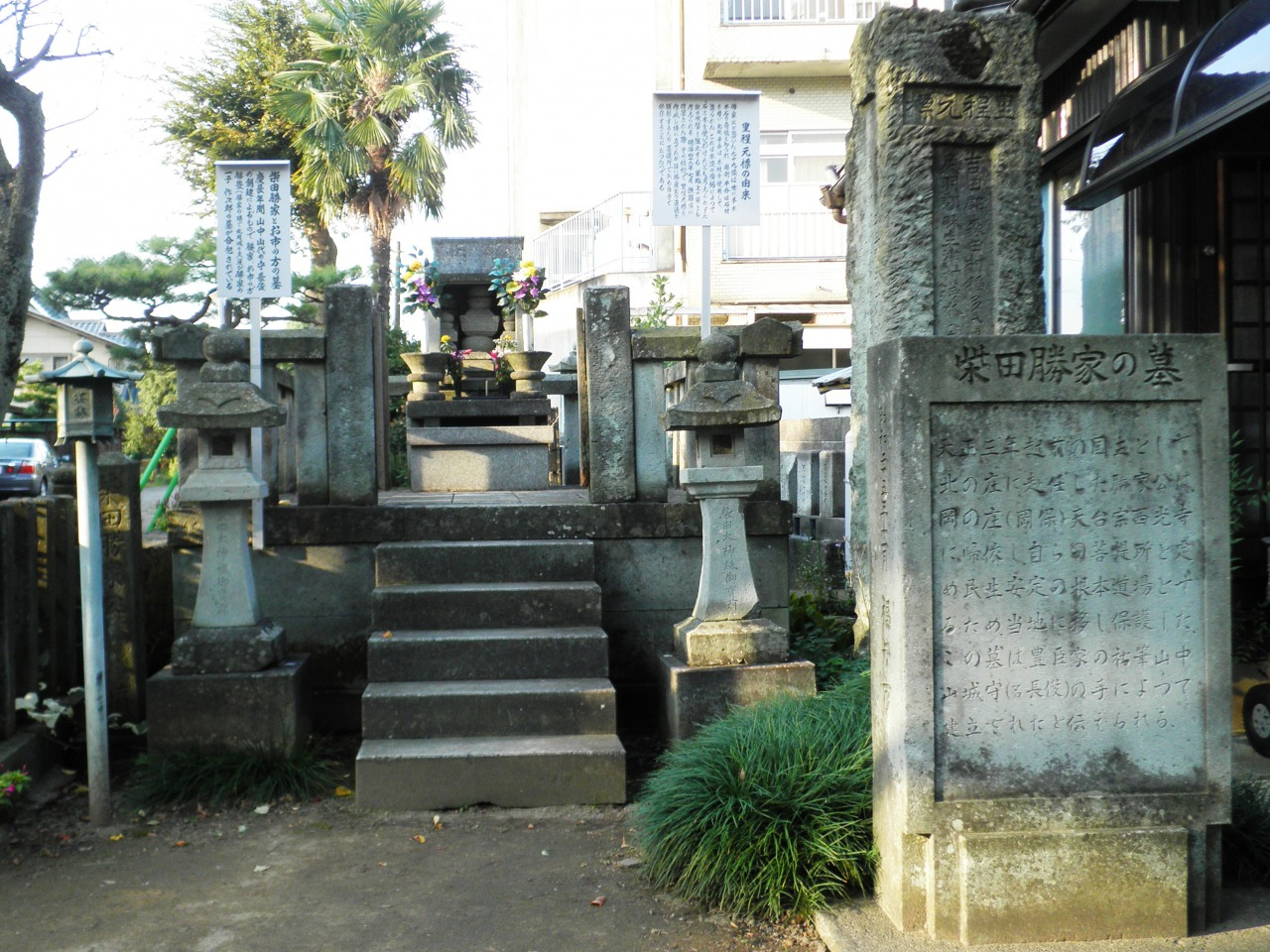
柴田勝家和御市之方的墓所（福井縣福井市的西光寺）

墓所在西光寺（福井縣福井市）。菩提寺在自性院（福井縣福井市）、幡岳寺（滋賀縣高島市）。戒名是自性院微妙淨法大姉、東禪院殿直傳貞正大姉（還有自性院照月宗貞的說法）。

## 逸話
- 在小谷寺中有相傳是阿市納奉的念持佛愛染明王。被讚賞為戰國第一美女，亦被傳是相當聰明的人。

- 在『朝倉公記』中記載在金崎之戰時，有向信長送出兩端被綑縛著的「小豆袋」來提醒信長有被夾擊的危機的逸話而為人所知。但是這個逸話被強烈懷疑是創作，雖然女性會從本家送至其他大名家政治聯姻並在外交軍事暗中幫助本家，但是光憑一個豆袋就暗示當時局勢顯然不合理，此說可信度極低，多見於一些浪漫創作。

- 兄長信長和信包對阿市的待遇在其他姊妹中顯得特別好，在最近有看法認為阿市是信長和信包的同腹妹，母親是土田御前。如果這個看法是正確的話，阿市的同腹兄弟姊妹就有信長、信行、信包、秀孝。而且是信長最喜愛的妹妹。

- 信長在與大名之間的政治婚姻幾乎都是用養女（而且不是真正由信長養育，只是在出嫁前才收為養女）。把實妹和女兒嫁到其他國的只有阿市和嫁給松平信康的德姬（信長的女兒），其餘的全部都是家臣、部將或公家的親人。

- 長女淀殿在父親長政第十六年忌日和母親阿市第六年忌日時在菩提寺舉行法事，因此畫有肖像畫。阿市的肖像畫有「戰國第一美人畫」的稱號。

- 擔心3個女兒安危的阿市在北之庄城城破之際，向羽柴秀吉送出請求庇護女兒們的書狀。另一方面出身尊貴的三姊妹因緣際會分別嫁到不同的大名家，其中三女阿江嫁給德川秀忠日後成為幕府將軍夫人，她的血脈到現在為止仍然存續在日本政壇。

- 被認為是羽柴秀吉愛慕的女性（NHK大河劇 江～公主們的戰國～等），這種印象被廣泛流傳，但是終究只是小說的渲染，可以信賴的史料中並沒有提過這件事，反而還是秀吉向柴田勝家介紹阿市比較可能。

## 登場作品
小說
- 盲目物語（中央公論新社、谷崎潤一郎著）
- 流星－阿市之方（文藝春秋、永井路子（日语：永井路子）著）
- 阿市御寮人（祥傳社、舟橋聖一（日语：舟橋聖一）著）
- 阿市之方 戰國之凰（河出書房新社、鈴木輝一郎（日语：鈴木輝一郎）著）
- 戰國的女子們（PHP研究所、司馬遼太郎著）
- 淺井長政與阿市之方（PHP研究所、近衛龍春（日语：近衛龍春）著）

影視劇
- 阿市之方（1942年、大映、演：宮城千賀子）
- 德川家康（1964年、NET、演：宮園純子）
- 太閤記（日语：太閤記 (NHK大河ドラマ)）（1965年、NHK大河劇、演：岸惠子）
- 戰國艷物語（日语：戦国艶物語#第一部・お市編）（1969年、ABC、演：若尾文子）
- 德川秀忠之妻（日语：徳川秀忠の妻）（1969年、CX、演：三田登喜子）
- 青春太閤記（日语：青春太閤記 いまにみておれ!）（1970年、NTV、演：岩井友見）
- 國盜物語（日语：国盗り物語 (NHK大河ドラマ)）（1973年、NHK大河劇、演：松原智惠子）
- 新書太閤記（日语：新書太閤記#新書太閤記（NETテレビ））（1973年、NET、演：藤浩子（日语：藤宏子））
- 黃金的日子（日语：黄金の日日）（1978年、NHK大河劇、演：小林由枝（日语：小林かおり (女優)））
- 女太閤記（1981年、NHK大河劇、演：夏目雅子）
- 關原（日语：関ヶ原 (テレビドラマ)）（1981年、TBS、演：山元惠子）
- 幻之湖（日语：幻の湖）（1982年、東寶、演：關根惠子）
- 女子們的大坂城（日语：女たちの大坂城）（1983年、NTV、演：司葉子）
- 德川家康（1983年、NHK大河劇、演：真野梓（日语：眞野あずさ））
- 女人風林火山（日语：おんな風林火山）（1986年、TBS、演：舟倉由佑子）
- 太閤記（日语：太閤記 (1987年のテレビドラマ)）（1987年、TBS、演：安田成美）
- 阿市御寮人（1989年、NTV、演：古手川祐子）
- 織田信長（日语：織田信長 (1989年のテレビドラマ)）（1989年、TBS、演：加納美雪（日语：加納みゆき））
- 春日局（1989年、NHK大河劇、演：高林由紀子）
- 信長KING OF ZIPANGU（1992年、NHK大河劇、演：鷲尾依沙子（日语：鷲尾いさ子））
- 獲取天下的男人 豐臣秀吉（日语：天下を獲った男 豊臣秀吉）（1993年、TBS、演：澤口靖子）
- 織田信長（日语：織田信長 (1994年のテレビドラマ)）（1994年、TX、演：中村梓（日语：中村あずさ））
- 豐臣秀吉 獲取天下！（日语：豊臣秀吉 天下を獲る!）（1995年、TX、演：黑木瞳）
- 秀吉（1996年、NHK大河劇、演：頼近美津子）
- 家康最恐懼的男人 真田幸村（日语：家康が最も恐れた男 真田幸村）（1998年、TX、演：中野良子）
- 織田信長 取得天下的傻瓜（日语：織田信長 天下を取ったバカ）（1998年、TBS、演：今澤佑香）
- 利家與松（2002年、NHK大河劇、演：田中美里）
- 太閤記 被喚為猴子的男人（日语：太閤記 サルと呼ばれた男）（2003年、CX、演：宮澤理惠）
- 國盜物語（日语：国盗り物語#新春ワイド時代劇版）（2005年、TX、演：高木麻美子）
- 功名十字路（2006年、NHK大河劇、演：大地真央）
- 太閤記 獲取天下的男人・秀吉（日语：太閤記〜天下を獲った男・秀吉）（2006年、EX、演：相田翔子）
- 茶茶 天涯的貴妃（2007年、東映、演：原田美枝子）
- 寧寧：女太閤記（2009年、TX、演：高岡早紀）
- 戰國疾風傳 二人軍師（日语：戦国疾風伝 二人の軍師 秀吉に天下を獲らせた男たち）（2011年、TX、演：瀧澤沙織）
- 江~公主們的戰國~（2011年、NHK大河劇、演：鈴木保奈美）
- 信長的主廚（2013年、EX、演：星野真里）
- 女信長（2013年、CX、演：長澤雅美）
- 濃姬（日语：濃姫 (テレビドラマ)）（2013年、EX、演：比嘉愛未）
- 清須會議（日语：清須会議 (小説)#映画）（2013年、東寶、演：鈴木京香）
- 軍師官兵衛 （2014年、NHK大河劇、演：内田恭子）
- 信長協奏曲（2014年、CX、演：水原希子）
- 麒麟來了（2020年、NHK大河劇、演：井本彩花）
- 怎麼辦家康（2023年、NHK大河劇、演：北川景子）
- 豐臣兄弟！（2026年、NHK大河劇、演：宮崎葵）

電玩
- 戰國無雙系列/無雙OROCHI系列 （聲優：前田爱）
- 戰國Basara系列 （聲優：能登麻美子）
- 信長之野望系列
- 仁王2
- 刺客教條：暗影者